# Araeococcus nigropurpureus
Espèce
Classification phylogénétique
Araeococcus nigropurpureus est une espèce de plantes de la famille des Bromeliaceae, endémique du Brésil et décrite en 2007.

## Distribution
L'espèce est endémique de l'État de Bahia au Brésil.

## Description
L'espèce est épiphyte.